# Résolution 420 du Conseil de sécurité des Nations unies
Membres permanents
- Chine
- États-Unis
- France
- Royaume-Uni
- URSS

Membres non permanents
- Allemagne de l'Ouest
- Bénin
- Canada
- Inde
- Libye
- Mauritanie
- Pakistan
- Panama
- Roumanie
- Venezuela

Résolution no 419 Résolution no 421
La résolution 420 du Conseil de sécurité des Nations unies, adoptée le 30 novembre 1977, a examiné un rapport du secrétaire général concernant la Force des Nations unies chargée d'observer le désengagement. Le Conseil de sécurité a pris note de ses efforts visant à établir une paix durable et juste au Moyen-Orient, mais a également exprimé sa préoccupation face à l’état de tension qui règne dans la région.
La résolution a décidé d'appeler les parties concernées à mettre immédiatement en œuvre la résolution 338 (1973), elle a renouvelé le mandat de la Force d'observation pour six mois supplémentaires, jusqu'au 31 mai 1978, et a demandé au secrétaire général de soumettre un rapport sur la situation à la fin de cette période.
La résolution a été adoptée par 12 voix contre zéro ; le Bénin, la Chine et la Libye n'ont pas participé au vote.

## Voir également
- Conflit israélo-arabe
- Plateau du Golan
- Relations entre Israël et la Syrie
- Liste des résolutions du Conseil de sécurité des Nations unies adoptées en 1977